# Saint Louis Shamrocks
Saint Louis Shamrocks Soccer Club fu una società calcistica statunitense di Saint Louis.
Fondati come St. Louis Hellrungs (Hellrung & Grimm House Furnishing Company), le squadre della St. Louis Soccer League dipendevano dalle sponsorizzazioni da cui prendevano il nome. Successivamente vennero conosciuti come  Stix, Baer and Fuller (1931-1934) e Central Breweries (1934-1935). Nell'ottobre del 1935 divennero Democratic Country Club per diventare Shamrock negli ultimi anni di attività (1935-1938).
Vinsero per tre volte della National Challenge Cup (US Open Cup).
Esistette una squadra omonima che gareggiò nella St. Louis Association Foot Ball League dal 1897 al 1908.

## Giocatori
- Bert Patenaude
- Billy Gonsalves
- Lou Ahrens
- Bob Gregg
- Edward Hart
- William Lehman
- Willie McLean
- Alex McNab
- Bill McPherson
- Werner Nilsen
- Jimmy Roe
- Billy Watson

## Palmarès

### Competizioni nazionali
- U.S. Open Cup: 3

1933, 1934, 1935

### Altri piazzamenti
- U.S. Open Cup:

Finalista: 1932, 1936, 1937